# Färöische Fußballnationalmannschaft (U-17-Juniorinnen)
Die färöische U-17-Fußballnationalmannschaft der Frauen repräsentiert die Färöer im internationalen Frauenfußball. Die Nationalmannschaft untersteht dem Fótbóltssamband Føroya und wird seit Januar 2020 von Pauli Poulsen gemeinsam mit der Ex-Nationalspielerin und Rekordtorschützin Rannvá Biskopstø Andreasen trainiert.
Die Mannschaft tritt bei der U-17-Europameisterschaft und (theoretisch) auch bei der U-17-Weltmeisterschaft für die Färöer an. Bislang ist es dem Team jedoch nie gelungen, sich für eine WM-Endrunde zu qualifizieren. Im Jahr 2021 wäre die färöische U-17-Auswahl als Gastgeber erstmals für eine Europameisterschaft qualifiziert gewesen, das Turnier wurde jedoch wegen der COVID-19-Pandemie abgesagt. Nun sollen die Färöer stattdessen die U-17-Europameisterschaft 2025 ausrichten. Ansonsten belegt die Mannschaft zumeist sieglos den letzten Platz in ihrer Qualifikationsgruppe.

## Turnierbilanz

### Weltmeisterschaft
| Jahr   | Gastgeber           | Platzierung        |
| ------ | ------------------- | ------------------ |
| 2008   | Neuseeland          | nicht qualifiziert |
| 2010   | Trinidad und Tobago | nicht qualifiziert |
| 2012   | Aserbaidschan       | nicht qualifiziert |
| 2014   | Costa Rica          | nicht qualifiziert |
| 2016   | Jordanien           | nicht qualifiziert |
| 2018   | Uruguay             | nicht qualifiziert |
| 2021 1 | Indien 1            | – 1                |
| 2022   | Indien              | nicht qualifiziert |

### Europameisterschaft
| Jahr   | Gastgeber               | Platzierung        |
| ------ | ----------------------- | ------------------ |
| 2008   | Schweiz                 | nicht qualifiziert |
| 2009   | Schweiz                 | nicht qualifiziert |
| 2010   | Schweiz                 | nicht qualifiziert |
| 2011   | Schweiz                 | nicht qualifiziert |
| 2012   | Schweiz                 | nicht qualifiziert |
| 2013   | Schweiz                 | nicht qualifiziert |
| 2014   | England                 | nicht qualifiziert |
| 2015   | Island                  | nicht qualifiziert |
| 2016   | Belarus                 | nicht qualifiziert |
| 2017   | Tschechien              | nicht qualifiziert |
| 2018   | Litauen                 | nicht qualifiziert |
| 2019   | Bulgarien               | nicht qualifiziert |
| 2020 2 | Schweden 2              | – 2                |
| 2021 3 | Färöer 3                | – 3                |
| 2022   | Bosnien und Herzegowina | Gruppenphase       |
| 2023   | Estland                 | Liga B             |

## Trainer
Folgende Trainer betreuten die U-17-Auswahl bisher:
- Álvur Hansen (2007–2010)
- Jóannes Jakobsen (2011)
- Jón Pauli Olsen (2012–2013)
- Jan Laursen (2014–2015)
- John Petersen (2016)
- Jan Laursen (2016–2017)
- John Petersen (2017)
- Jan Laursen (2017–2019)
- Øssur Hansen (2019–2020)
- Pauli Poulsen (2020–)

## Rekordspielerinnen

### Nach Einsätzen
| Rang | Name                  | Einsätze | Tore | Zeitraum  |
| ---- | --------------------- | -------- | ---- | --------- |
| 01.  | Evy á Lakjuni         | 18       | 2    | 2014–2016 |
| 01.  | Erla Christiansen     | 18       | 1    | 2014–2016 |
| 03.  | Julia Naomi Mortensen | 17       | 2    | 2015–2017 |
| 04.  | Poula Andreasen       | 15       | 0    | 2015–2017 |
| 04.  | Tóra Mohr             | 15       | 2    | 2014–2016 |
| 04.  | Elisabet Vang         | 15       | 0    | 2013–2015 |
| 07.  | Rúna Olsen            | 14       | 0    | 2016–2018 |
| 07.  | Sanna Svarvadal       | 14       | 0    | 2016–2018 |
| 07.  | Eyðgerð Mikkelsen     | 14       | 0    | 2015–2017 |
| 07.  | Birita Nielsen        | 14       | 0    | 2014–2016 |

Jüngste eingesetzte Spielerin war Eyðgerð Mikkelsen mit 14 Jahren und 2 Monaten.

(Stand: 30. August 2022)

### Nach Toren
| Rang | Name                          | Tore | Einsätze | Zeitraum  |
| ---- | ----------------------------- | ---- | -------- | --------- |
| 01.  | Silja Augustinussen           | 3    | 8        | 2017–2018 |
| 02.  | Lív Poulsen                   | 3    | 9        | 2012–2013 |
| 03.  | Fridrikka Clementsen          | 3    | 12       | 2018–2020 |
| 03.  | Jensa Tórolvsdóttir           | 3    | 12       | 2016–2018 |
| 05.  | Sonja Dalsgaard               | 2    | 2        | 2017      |
| 06.  | Steintóra Gleðisheygg Joensen | 2    | 3        | 2007      |
| 07.  | Ragna í Lambanum              | 2    | 7        | 2009–2010 |
| 08.  | Eydna Dalheim                 | 2    | 8        | 2022–     |
| 08.  | Ansy Jakobsen                 | 2    | 8        | 2009–2010 |
| 10.  | Mona Rasmusdóttir             | 2    | 9        | 2016–2017 |
| 10.  | Birna Mikkelsen               | 2    | 9        | 2009–2010 |
| 12.  | Rebekka Benbakoura            | 2    | 11       | 2014–2016 |
| 12.  | Kristin Petra Højsted         | 2    | 11       | 2015–2017 |
| 14.  | Lea Lisberg                   | 2    | 12       | 2017–2019 |
| 15.  | Tóra Mohr                     | 2    | 15       | 2014–2016 |
| 16.  | Julia Naomi Mortensen         | 2    | 17       | 2015–2017 |
| 17.  | Evy á Lakjuni                 | 2    | 18       | 2014–2016 |

Jüngste Torschützin ist Julia Naomi Mortensen mit 14 Jahren und 7 Monaten.

(Stand: 30. August 2022)